# Figura Matki Boskiej Łaskawej w Warszawie
Figura Matki Boskiej Łaskawej – posąg znajdujący się przed kościołem św. Karola Boromeusza przy ulicy Chłodnej.

## Opis
Fundatorką posągu była Salomea Lentzka, właścicielka browaru przy ulicy Grzybowskiej 40, a jego autorem Andrzej Pruszyński. Figurę odlano w brązie w pracowni Braci Łopieńskich. 
Ustawienia i poświęcenia posągu dokonano w 1890 roku. 